# Margaret Drummond
Margaret Drummond (1475 circa – 1501) amante di Giacomo IV di Scozia fu anche lontana discendente di Margherita Drummond, seconda moglie di Davide II di Scozia.

## La vita
Margaret Drummond nacque attorno al 1475 da John Drummond, I Signore di Drummond ed Elizabeth Lindsay. La sua notorietà si deve al fatto che fra il 1495 ed il 1497 divenne l'amante di Giacomo IV di Scozia, le fonti vogliono che dal giugno 1496 Margaret alloggiasse presso il Castello di Stirling e che, entro l'autunno seguente fosse stata mandata a vivere presso il Palazzo di Linlithgow. Tali sistemazioni non erano poi così peregrine e del resto Giacomo ebbe diverse amanti nel corso della propria vita e la relazione con Margaret non fu nemmeno la più duratura, più lunghe furono quelle che lo legarono a Marion Boyd fl XV secolo, da cui ebbe tre figli o quella con Janet Kennedy (1480circa-1545circa), che iniziò verso la fine del decennio 1490.
Dal re Margaret ebbe una figlia:
- Margaret Stewart (1497circa).

Margaret morì nel 1501 in seguito ad un avvelenamento da cibo insieme a due delle sorelle mentre erano nella casa dei genitori. Accuse di omicidio in seguito a morte improvvisa seguita sono frequenti quando si tratta di figure storiche, tuttavia tre vittime morte a breve distanza dopo aver mangiato le stesse cose danno da pensare più di altri casi.
Le tre donne riposano nella Cattedrale di Dunblane e le loro tombe sono ancora visibili di fronte all'altare, all'epoca tuttavia nessuno sospettò nulla, le condizioni igieniche, comprese quelle riguardanti gli alimenti, erano piuttosto carenti e, del resto, un avvelenamento accidentale del cibo era ed è possibile.
In anni più recenti s'è fatta strada l'idea che Margaret sia stata deliberatamente avvelenata o dagli agenti inglesi o da nobili scozzesi che erano simpatizzanti con gli inglesi. La loro idea è che Giacomo volesse sposare, o lo avesse già fatto in segreto, Margaret e la sua eliminazione era necessaria perché il re approdasse al matrimonio con Margherita Tudor, figlia maggiore di Enrico VII d'Inghilterra.
L'ipotesi però non è del tutto attendibile, la Scozia non era un paese ricco e difficilmente si può credere che Giacomo avesse bisogno d'incoraggiamento per sposare Margherita Tudor, figlia di un re di un paese più fiorente e più ricco.